# Alessio Ducas Filantropeno
Alessio Ducas Filantropeno (in greco Ἀλέξιος Δούκας Φιλανθρωπηνός?; ... – 1275) era un nobile bizantino e un famoso ammiraglio, con il titolo di prōtostratōr e poi di megaduca, durante il regno di Michele VIII Paleologo (r. 1259-1282).

## Biografia
Alessio è il primo importante membro della famiglia dei Filantropeni menzionato nelle testimonianze. Appare per la prima volta negli Annales di Giorgio Acropolita nell'autunno del 1255 come comandante militare nella regione di Ocrida, forse come governatore (doux) del thema locale, durante le guerre di Teodoro II Lascaris (r. 1254-1258) contro i Bulgari.
Per tutti gli anni sessanta del XII secolo, Filantropeno portò il titolo di prōtostratōr. In teoria, era subordinato al megaduca Michele Lascaris, ma quest'ultimo era vecchio e infermo, e Filantropeno esercitò il comando de facto della marina bizantina. Nel 1262 o 1263, poco dopo la riconquista di Costantinopoli a scapito dei latini, l'imperatore Michele VIII Paleologo lo inviò a razziare i possedimenti latini del Mar Egeo. Questa fu la prima grande spedizione intrapresa dalla marina di Paleologo, recentemente ampliata e riorganizzata, e le navi di Filantropeno erano equipaggiate dai nuovi corpi dei Gasmouloi e dei Prosalentai. I Bizantini razziarono e saccheggiarono le isole di Paro, Nasso e Ceo, così come le città di Karystos e Oreoi della Signoria di Negroponte (Eubea), prima di navigare verso sud per sostenere le operazioni di una forza di spedizione sbarcata a Malvasia contro il Principato d'Acaia.
Nel 1270 fu probabilmente il generale che comandò l'esercito che sbarcò a Malvasia e per gli anni successivi operò in Morea contro gli Achei. Entrambe le parti in questo conflitto evitarono uno scontro diretto potenzialmente disastroso, concentrandosi invece sulle razzie per saccheggiare e devastare il territorio avversario. All'inizio del 1270, Filantropeno guidò più volte la sua flotta contro i Latini, sostenendo Licario, un vassallo dell'Impero, a Negroponte, e partecipando alla grande vittoria navale bizantina nella battaglia di Demetrias, durante la quale fu gravemente ferito. Per questo successo fu elevato al grado di megas doux, ora vacante dopo la morte di Michele Lascaris.
Filantropeno morì intorno al 1275, e poco dopo gli succedette come megaduca Licario.

## Discendenza
Alessio ebbe una figlia, Maria, che sposò il protovestiario Michele Tarcaniota. Il loro secondo figlio fu il pinkernēs Alessio Filantropeno il Giovane, un importante generale che ottenne diversi successi contro i Turchi e che guidò una ribellione senza successo contro Andronico II Paleologo (r. 1282-1328) nel 1295.